# The 33
The 33 è un film del 2015 diretto da Patricia Riggen.
Basato sul libro La montagna del tuono e del dolore del premio Pulitzer Héctor Tobar, il film racconta la storia vera dell'incidente nella miniera di San José, in cui 33 minatori rimasero intrappolati a 700 metri di profondità per 69 giorni in condizioni avverse.

## Trama
Il 5 agosto 2010 i minatori di servizio alla miniera di San José, nel deserto di Atacama, rimasero intrappolati a settecento metri di profondità dopo il crollo di una lastra di pietra che distrusse il tunnel di collegamento verso la superficie. Senza contatti con la superficie, 33 minatori lottarono per sopravvivere per oltre due mesi. Le ansie dei familiari e le operazioni di salvataggio mobilitarono il Cile e i media di tutto il mondo. Fra il 13 e il 14 ottobre 2010, nell'arco di circa 27 ore, tutti i minatori sono stati portati in salvo.

## Produzione
The 33 è stato il primo film ad ottenere un contributo finanziario dalla Colombian Film Commission. L'incentivo comprende il 40% per i servizi cinematografici (pre-produzione e post-produzione) e 20% per i servizi di logistica (alberghi, ristorazione e trasporti).

### Riprese
Le riprese sono iniziate a Nemocón, Colombia, nel dicembre 2013. Successivamente le riprese hanno avuto luogo a Copiapó, Cile, luogo originario dell'incidente. Le riprese sono terminate il 20 febbraio 2014.

### Cast
Tra gli interpreti principali figura Antonio Banderas che interpreta Mario "Super Mario" Sepúlveda, uno dei minatori che registrò quotidianamente dei video per rassicurare i familiari. Nel giugno 2013 Jennifer Lopez ottenne una parte nel film, ma in seguito dovette abbandonare il progetto per conflitti con il programma TV American Idol e venne sostituita da Juliette Binoche.
Gli attori principali, tra cui Banderas e la Binoche, hanno incontrato il Presidente Sebastián Piñera e alcuni dei minatori al Palacio de la Moneda. Gli attori hanno avuto modo di parlare con i minatori per conoscere meglio la storia e approfondire i loro personaggi. Mario Casas ha ammesso di aver pianto durante la proiezione del documentario sui minatori cileni intrappolati.

### Musica
Il film è uno degli ultimi ad avere la colonna sonora firmata dal celebre compositore James Horner, deceduto il 22 giugno 2015 a causa di un incidente aereo. Una didascalia nei titoli finali, dedica il film proprio a lui.

## Distribuzione
Il film è stato distribuito nelle sale cinematografiche cilene il 6 agosto 2015.
In Italia il film non è passato dalle sale cinematografiche ed è stato trasmesso per la prima volta il 6 agosto 2017 su Rete 4.